# Prospect (Pensilvânia)
Prospect é um distrito localizado no estado norte-americano de Pensilvânia, no Condado de Butler.

## Demografia
Segundo o censo norte-americano de 2000, a sua população era de 1234 habitantes.
Em 2006, foi estimada uma população de 1260, um aumento de 26 (2.1%).

## Geografia
De acordo com o United States Census Bureau tem uma área de
12,4 km², dos quais 12,4 km² cobertos por terra e 0,0 km² cobertos por água. Prospect localiza-se a aproximadamente 411 m acima do nível do mar.

## Localidades na vizinhança
O diagrama seguinte representa as localidades num raio de 12 km ao redor de Prospect.